# Thomas Schaaf
Thomas Schaaf (* 30. dubna 1961, Mannheim, Západní Německo) je bývalý německý fotbalový obránce a později fotbalový trenér.

## Hráčská kariéra
Thomas Schaaf byl ve své fotbalové kariéře obráncem a prokázal nevídanou klubovou věrnost, celou svou kariéru strávil v jediném klubu – Werder Bremen. Ve Werderu začal kopat ve svých 11 letech v roce 1972, do roku 1979 působil v mládežnických klubech Brém. Následně pak za Werder profesionálně hrál až do roku 1995. Během této dlouhé doby si připsal 262 bundesligových startů, v nichž vstřelil 13 branek. 19krát nastoupil ve druhé lize. Jako hráč získal s Werderem dvakrát německý mistrovský titul (v letech 1988 a 1993), dvakrát DFB-Pokal (německý pohár v letech 1991 a 1994) a v roce 1992 Pohár vítězů pohárů.

## Trenérská kariéra
Ještě během své fotbalové kariéry začal s trenéřinou. Mezi roky 1987–1995 pracoval s mládeží v Brémách, v letech 1995–1999 vedl jako kouč amatérské mužstvo Werderu.
Trenérem prvního mužstva Werdreru Bremen se Schaaf stal 10. května 1999 a je jím dodnes. Na lavičce tehdy vystřídal Felixe Magatha. Hned se mu podařilo s týmem získat německý pohár v roce 1999. Největšího úspěchu dosáhl se svým milovaným klubem v sezóně 2003/04, kdy Werder vyhrál Bundesligu a zároveň také triumfoval v německém poháru. V roce 2006 ještě Schaaf a jeho Brémy vyhráli německý ligový pohár. Od roku 2004 se i díky Thomasi Schaafovi Werder účastnil Ligy mistrů. V roce 2004 byl Schaaf zvolen trenérem roku v Německu. Thomas Schaaf je příkladem pravého klubisty, ve Werderu působil více než 35 let.

## Rodina
Schaaf je ženatý a má jednu dceru.[zdroj?]